# 1476 Cox
1476 Cox este un asteroid din centura principală, descoperit pe 10 septembrie 1936, de Eugène Delporte.